# Algorta (Cuba)
Algorta es un municipio de la provincia de Matanzas, Cuba. Se sitúa al sur de Máximo Gómez, tras pasar la localidad de El Coloso.